# 드라큐라의 아들
드라큐라의 아들(Son Of Dracula)은 미국에서 제작된 로버트 시오드맥 감독의 1943년 공포 영화이다. 론 채니 주니어 등이 주연으로 출연하였고 포드 비브 등이 제작에 참여하였다.

## 출연

### 주연
- 론 채니 주니어
- 로버트 페이지

### 조연
- 루이즈 올브리턴
- 이블린 앵커스
- 프랭크 크레이븐
- J. 에드워드 브롬버그
- 사무엘 S. 힌즈
- 애드라인 드 월트 레이놀즈
- 팻 모리어리티
- 에타 맥다니엘
- 조지 어빙

## 제작진
- 협력프로듀서: 도널드 H. 브라운
- 의상: 베라 웨스트